# Ceanothus foliosus
Ceanothus foliosus är en brakvedsväxtart som beskrevs av Charles Christopher Parry. Ceanothus foliosus ingår i släktet Ceanothus och familjen brakvedsväxter.

## Underarter
Arten delas in i följande underarter:
- C. f. medius
- C. f. vineatus

## Bildgalleri

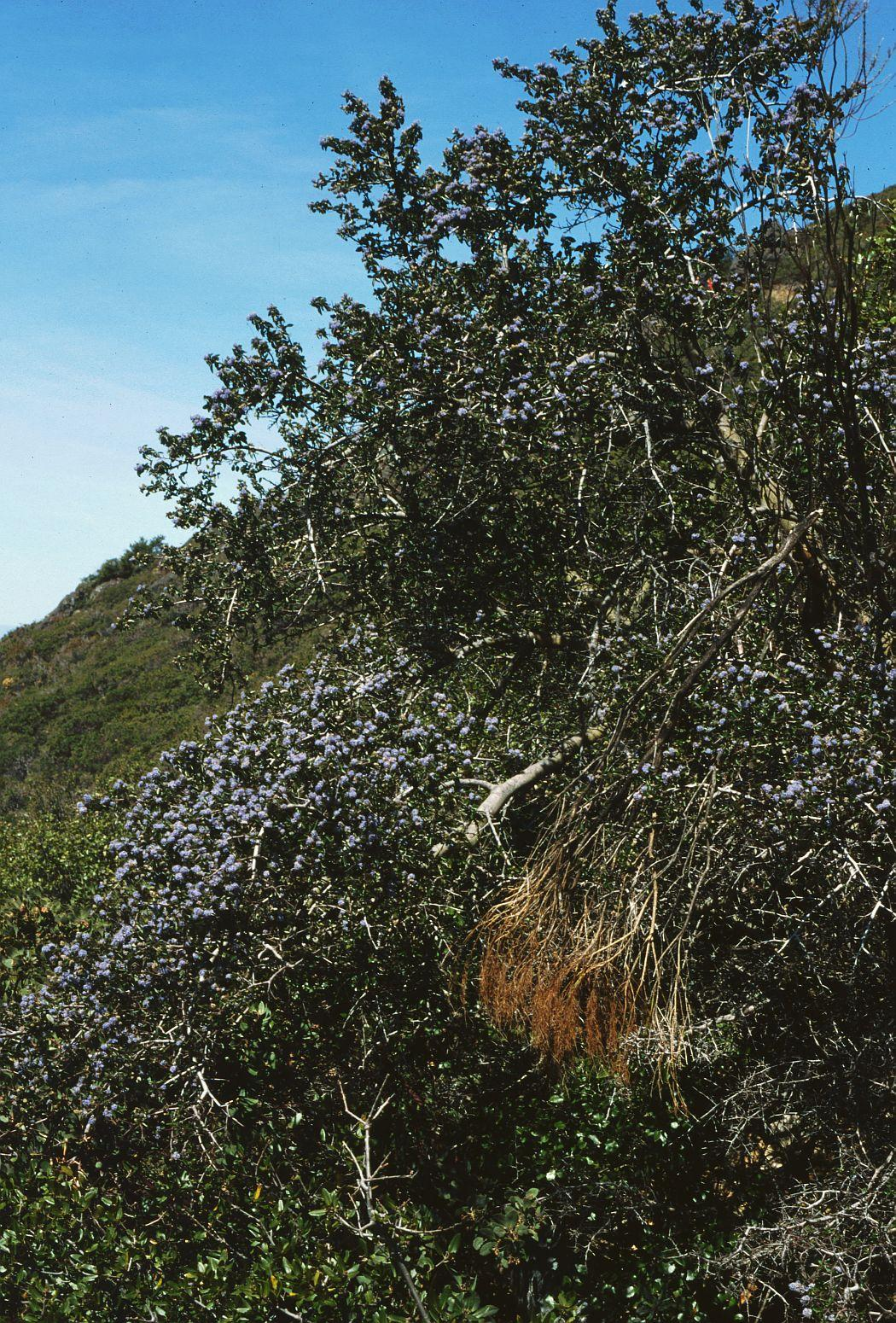
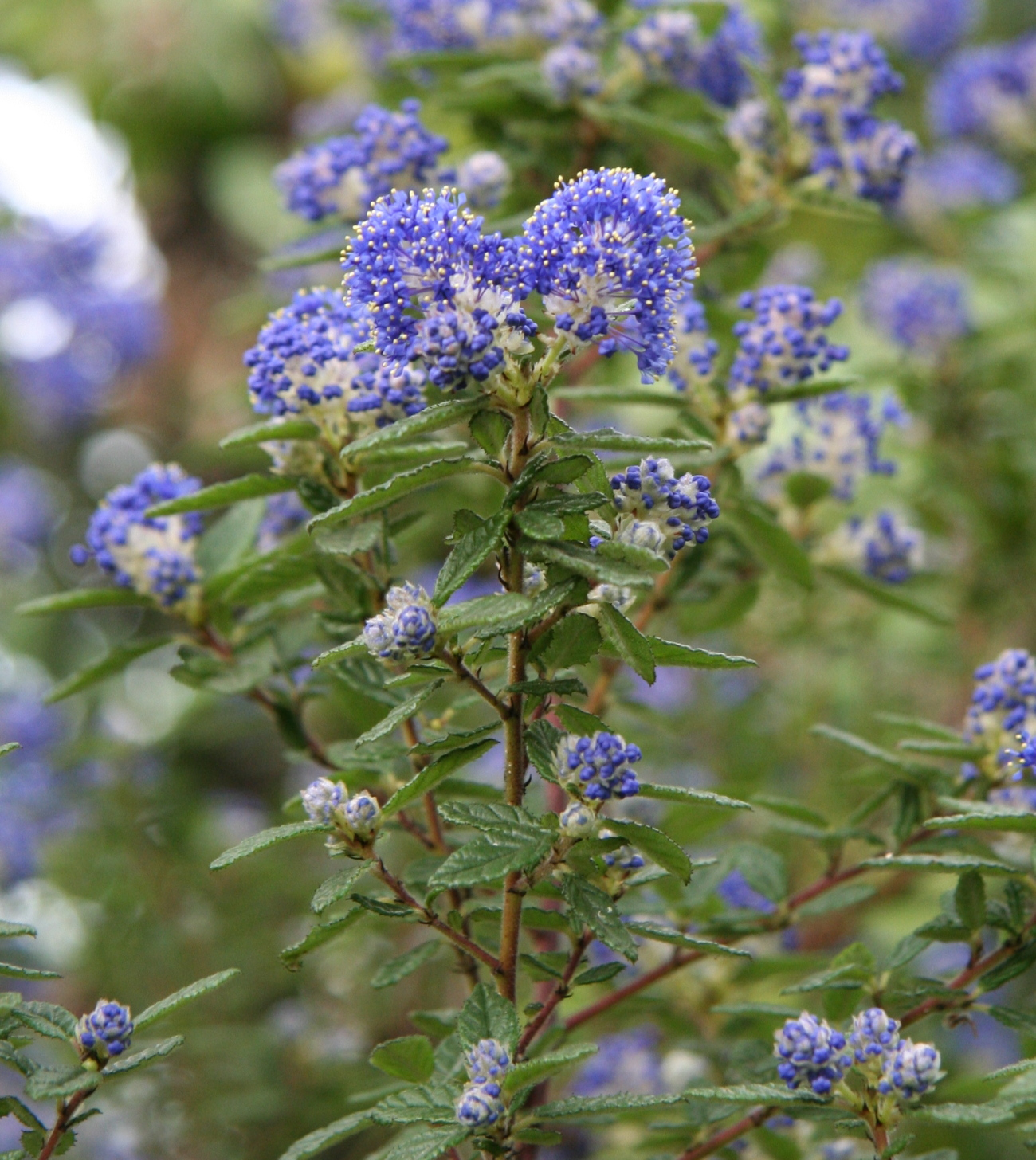
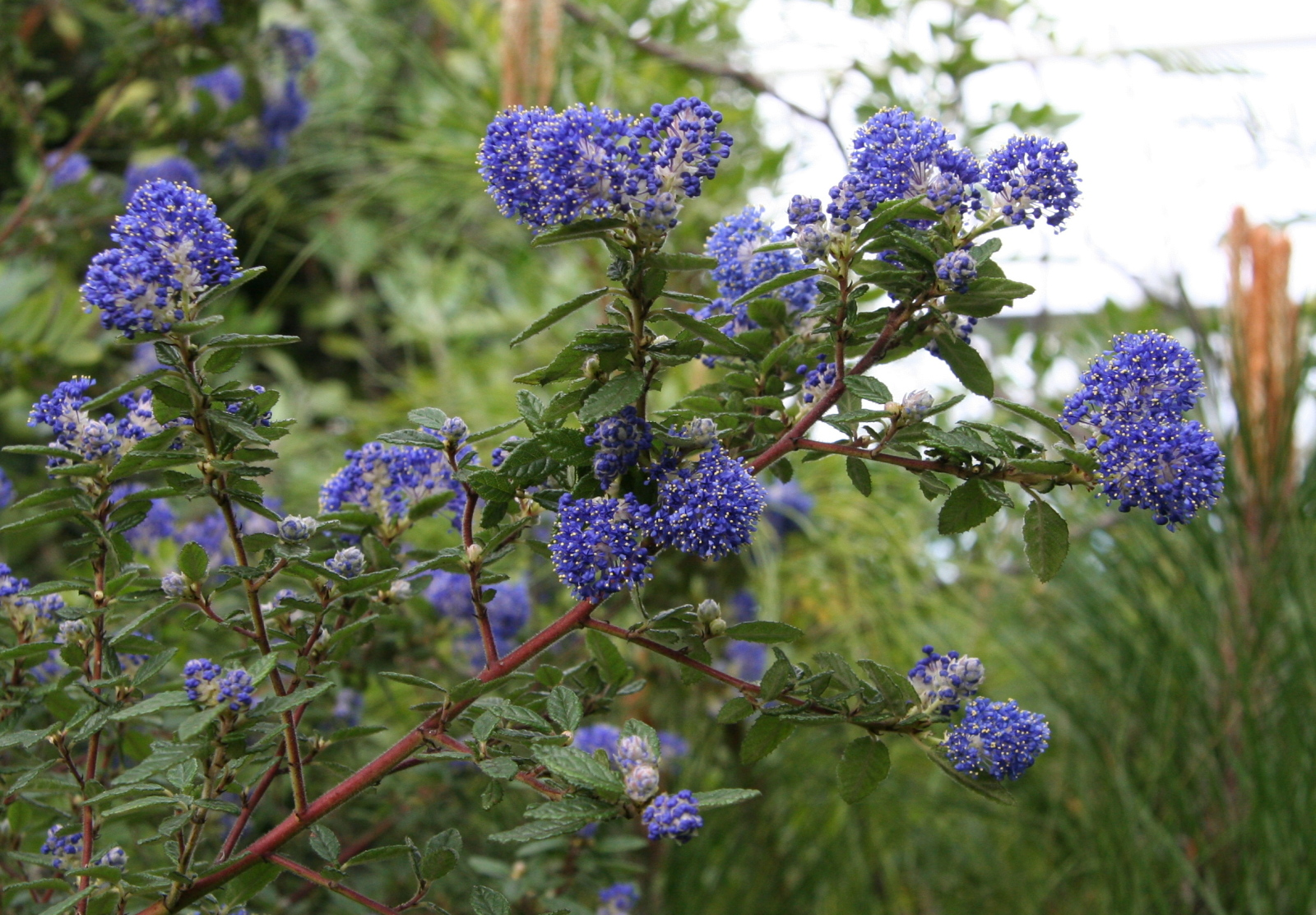